# Rùm
Rùm és una illa de les Small Isles de les Hèbrides Interiors que formen part de l'administració de Lochaber, a les Highlands d'Escòcia.

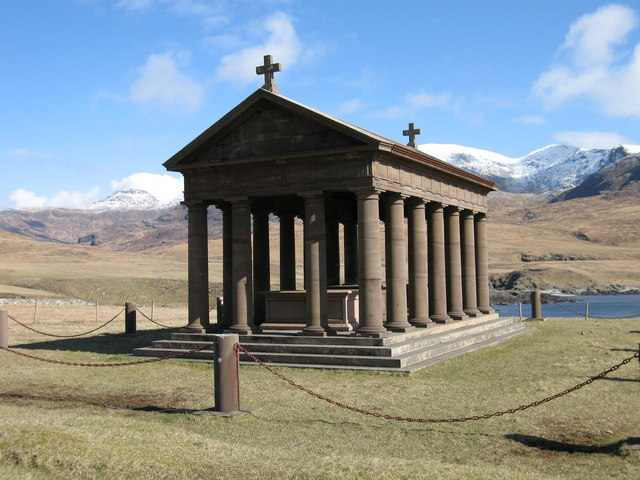
Mausoleu a Harris amb el Rùm Cullin al lluny.

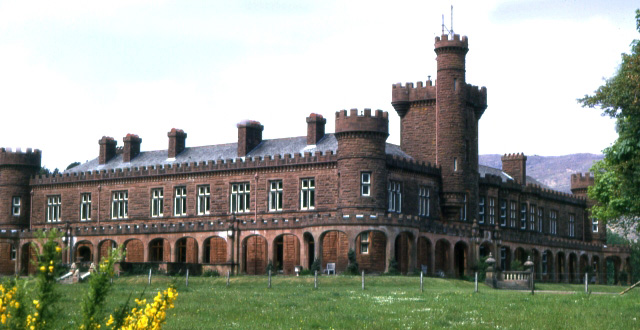
Castell de Kinloch.

L'illa ocupa una superfície de 10.463 hectàrees i la seva altitud màxima sobre el nivell del mar és de 812 metres, al cim d'Askivall.

## Toponímia
El nom Rûm és d'origen gal·lès-escocès i és comunament conegut com a Rum. Des de 1900, i durant molts anys, el nom es va escriure Rhum, segons el desig del llavors amo de l'illa, Sir George Bullough.
Rum posseeix una superfície d'uns cent quilòmetres quadrats, i és la major de les Small Isles. Actualment no posseeix població autòctona, però es troba habitada per unes treinta persones (incloent empleats del Scottish National Heritage i les seves famílies, a més d'alguns investigadors, i el mestre de l'escola). Tots els residents viuen al poble de Kinloch, a la zona est de l'illa, que encara que no posseeix ni església ni pub, compta amb una petita escola i una sala comunitària. També hi ha a Kinloch un petit negoci on també funciona l'oficina de correus, que és atesa per voluntaris de forma irregular.

## Comunicacions
Un ferri connecta Rum amb altres illes veïnes de l'arxipèlag de les Smalls Isles com Canna, Eigg i Muck, i el port de Mallaig (viatge de 2½ hores). El ferri té un portaló i rampa que permet l'ascens i descens de vehicles, si bé normalment no es permet que els visitants portin vehicles a les illes. Durant els mesos d'estiu un altre ferri connecta l'illa amb el poblat d'Arisaig, situat a quinze quilòmetres al sud de Mallaig.

## Història
Històricament Rum pertanyia al clan MacLean de Coll. L'any 1826, amb les Highland Clearances, l'illa va ser buidada dels seus assentaments humans per dedicar-la a la cria d'ovelles. En aquesta època la població era d'unes 450 persones. Prop de 400 persones van ser desallotjades i se'ls va pagar el passatge cap al Canadà. L'explotació comercial d'ovelles va fracassar i l'any 1840 l'illa va passar a ser propietat del Marquès de Salisbury, qui la va convertir en vedat de caça. Va mantenir moltes de les ovelles i va reintroduir el Cérvol comú que s'havia extingit a l'illa durant el segle xviii.
L'illa va estar sota l'administració d'una sèrie d'inquilins per períodes curts de temps fins que el pare de George Bullough, John Bullough (un milionari d'Accrington, Lancashire que s'havia enriquit fabricant maquinària per filat i teixit de cotó) va comprar l'illa el 1870 i la va continuar utilitzant com una zona de recreació i caça. El seu fill, Sir George Bullough, va fer construir el castell cap a l'any 1900. Per aquella època hi havia unes cent persones emprades en la propietat. Entre ells s'hi contaven més d'una dotzena de jardiners dels amplis jardins que incloïen una pista de golf de nou forats, pistes de tennis i esquaix, hivernacles, estanys amb tortugues, i un aviari entre moltes altres atraccions.
L'illa va ser comprada pel Nature Conservancy Council (ara Scottish Natural Heritage) l'any 1957 que va convertir-la en una reserva natural nacional. La mateixa inclou el castell Kinloch, que està construït en gres (un tipus de roca sedimentària) d'Annan, Dumfries i Galloway.